# Марина (поема)
«Марина» — поема Тараса Шевченка, написана 1848 року на Косаралі.

## Написання
Зберігся автограф фрагмента поеми (рядки 315—325) в альбомі Шевченка 1846—1850 років і чистовий автограф у «Малій книжці». Автографи не датовано.
Поема датується за місцем автографа у «Малій книжці» серед творів 1848 року і часом зимівлі Аральської описової експедиції в 1848—1849 роках на Косаралі, орієнтовно: кінець вересня — грудень 1848 року, місце написання — Косарал.
Найраніший відомий текст — автограф фрагмента (рядки 315—325) в альбомі Шевченкових рисунків, поезій і фольклорних записів 1846—1850 року, куди його занесено разом з начерками кількох інших творів. Цей текст збігається з відповідними рядками чистового автографа поеми в «Малій книжці», крім рядка 315, який в альбомі не дописано. До «Малої книжки» Шевченко переписав твір під № 18 у четвертому (стор. 278—286) та п'ятому (стор. 287—292) зшитках за 1848 рік орієнтовно наприкінці 1849-го чи на початку 1850 року (до арешту 23 квітня). Під час переписування він замінив слова в рядках 3, 18, 124, 129, закреслив описки. Повернувшись згодом, очевидно в Новопетровському укріпленні, до тексту поеми, Шевченко вніс олівцем та чорнилом у «Малу книжку» ще низку виправлень: замінив слова у рядках 248, 289, 299, 306, вставив слово у рядку 301, вписав рядок 305, закреслив рядок 77, не подавши новий його варіант, виправив пунктуацію в рядках 121, 243, 246, 274 й інших.

## Публікація
До «Більшої книжки» Шевченко поему не переніс. Вперше поему надруковано за «Малою книжкою» у виданні: «Кобзарь Тараса Шевченка/ Коштом Д. Е. Кожанчикова» (СПб., 1867, стор. 513—523), з пропуском, з огляду на цензуру, рядка 18 та кількома неточностями в рядках 40 («шляхах» замість «шляху»), 56 («так» замість «пак»), 46, 58, 100 («се» замість «це», «сей» замість «цей», «сього» замість «цього») й інших. Викреслений Шевченком у «Малій книжці» рядок 77 у публікації поеми в «Кобзарі» 1867 року опущено. Твір має редакційну назву «Марина», яку зберігаємо як традиційну в квадратових дужках. Того ж 1867 року за виданням «Кобзарь Тараса Шевченка/ Коштом Д. Е. Кожанчикова» поему передруковано у книжці: «Поезії Тараса Шевченка» (Львів, 1867, том 2, стор. 252—261).

## Сюжет
«Марина» — соціально-побутова поема, що продовжує і розвиває так звану жіночу тему в творчості Шевченка. Твір має гостре антикріпосницьке спрямування. Поет показав рішучий протест жінки-кріпачки проти панської наруги. Марина знайшла в собі сили не піддатися панській сваволі і помстилася кривдникові. Своїм змістом (зневажання кріпосниками жіночої честі, помста кривдникові й божевілля героїні) «Марина» близька до поеми «Сліпа». Мотив морального розбещення панства, розкладу поміщицької родини в «Марина» є варіацією відповідного мотиву з поеми «Княжна». Поема «Марина» має ознаки романтич. стилю. Однак факти сваволі й наруги панів над кріпаками (насильницьке розлучення молодої пари, віддача молодого чоловіка в солдати, а молодої — в панські покої) змальовано з реалістично-викривальним пафосом. Поема «Марина» глибоко лірична. В ній поет декларує свою позицію — пристрасного викривача огидності й фальшивості поведінки панів та їхніх прислужників, захисника інтересів найбезправнішої частини кріпосницького села — жінок-кріпачок. На поемі позначився вплив народнопоетичної творчості. Зокрема, в монологах божевільної Марини використано уривки і мотиви з народних пісень.